# Латыгори
Латыгори — деревня в Зарайском районе Московской области, в составе муниципального образования сельское поселение Каринское (до 29 ноября 2006 года входила в состав Макеевского сельского округа).

## География
Латыгори расположено в 22 км на юго-восток от Зарайска, на левом берегу реки Бровка, левом притоке реки Вожа, высота центра деревни над уровнем моря — 159 м. К юго-западу от деревни расположен пруд на реке Бровка.

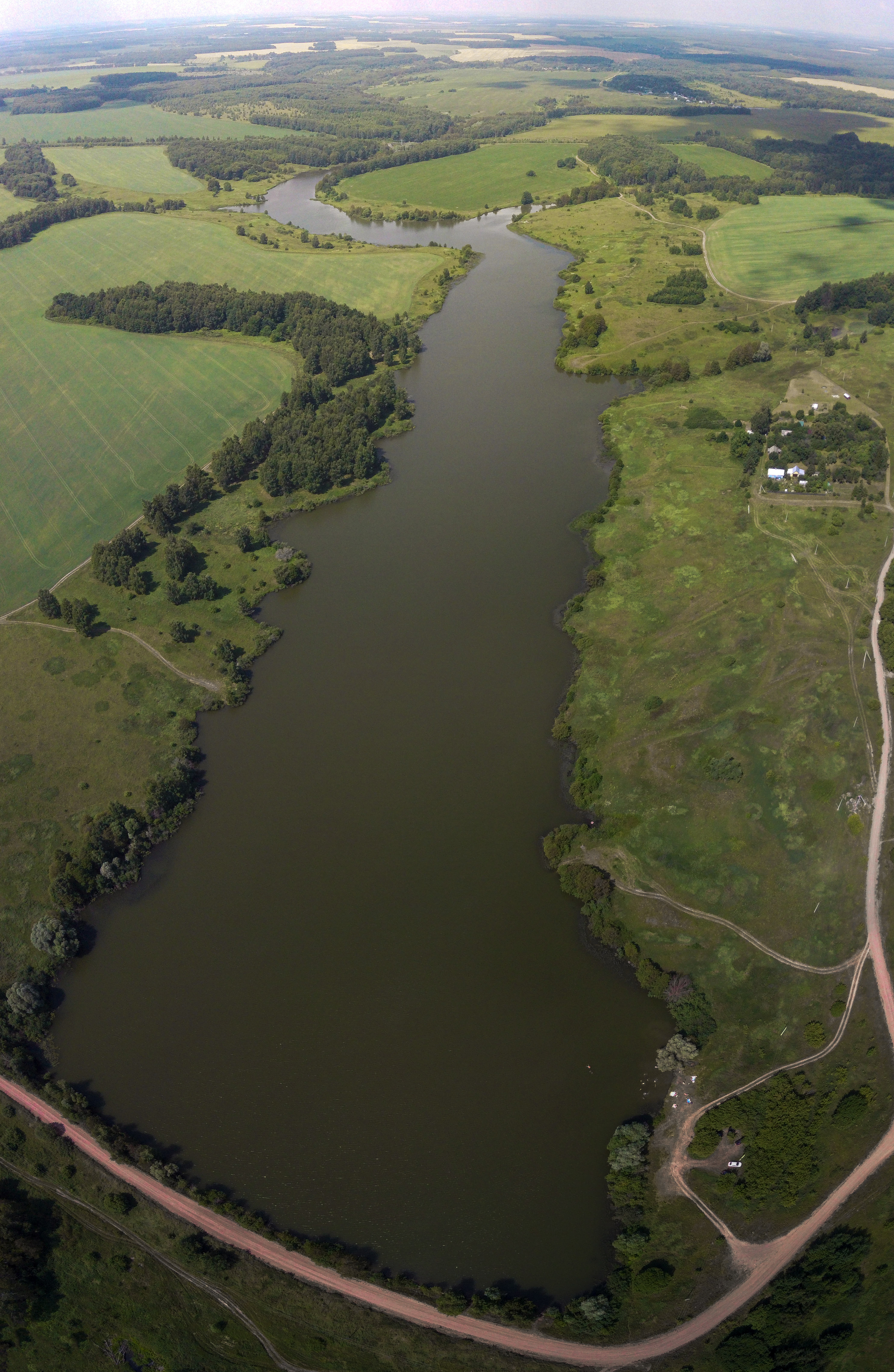
Пруд на р.Бровка

## Население
| 2002 | 2006 | 2010 |
| ---- | ---- | ---- |
| 7    | ↘6   | →6   |

## История
Латыгори впервые в исторических документах упоминается в 1676 году, позже принадлежавшее Петру Пушкину, затем Льву Пушкину. В 1790 году в деревне числилось 19 дворов и 78 жителей, в 1858 году — 67 дворов и 280 жителей, в 1884 году — 441 житель, в 1906 году — 73 двора и 568 жителей. В 1930 году был образован колхоз «Красный Перекоп», с 1960 года — в составе совхоза «Красный колос». До 1939 года — центр Латыгорского сельсовета.
В конце 1970-х годов для сельскохозяйственных нужд вместо моста через реку Бровка была построена плотина и появился пруд.